# Piotr Rumeanțev-Zadunaiski
Piotr Rumeanțev-Zadunaiski (în rusă Пётр Алекса́ндрович Румя́нцев-Задуна́йский, transliterat: Piotr Aleksandrovici Rumeanțev-Zadunaiski; n. 4/15 ianuarie 1725, Stroiești, raionul Rîbnița, Nistrenia – d. 8/19 decembrie 1796, Tașan, județul Zinkov⁠(d), gubernia Poltava⁠(d), Imperiul Rus) a fost un feldmareșal rus, care a luptat în Războaiele Ruso-Otomane. 